# 알리나 부흐샤허
알리나 부흐샤허(Alina Buchschacher, 1991년 7월 19일 ~ )는 스위스의 미인 대회 우승자이다. 2011년 미스 스위스 우승자이며 미스 유니버스 2012에서 스위스 대표로 참가했다.